# Condado de Riverside
O condado de Riverside (em inglês:  Riverside County) é um dos 58 condados do estado americano da Califórnia. Foi incorporado em 9 de maio de 1893. A sede e cidade mais populosa do condado é Riverside.
Com pouco mais de 2,4 milhões de habitantes, de acordo com o censo nacional de 2020, é o quarto condado mais populoso do estado e o 10º mais populoso do país. Pouco mais de 6% da população da Califórnia vive no Condado de Riverside.

## Geografia
De acordo com o Departamento do Censo dos Estados Unidos, o condado possui uma área de 18 915,1 km², dos quais 18 671,9 km² estão cobertos por terra e 243,2 km² (1,3%) por água.

## Demografia
Desde 1900, o crescimento populacional médio do condado, a cada dez anos, é de 52,2%.

### Censo 2020
De acordo com o censo nacional de 2020, o condado possui uma população de 2 418 185 habitantes e uma densidade populacional de 129,5 hab/km². Seu crescimento populacional na última década foi de 10,4%, superior a média estadual de 6,1%. É o quarto condado mais populoso da Califórnia e o 10º mais populoso dos Estados Unidos. É o 15º mais densamente povoado do estado.
Possui 848 549 residências que resulta em uma densidade de 45,4 residências/km² e um aumento de 6,0% em relação ao censo anterior. Deste total, 10,0% das unidades habitacionais estão desocupadas. A média de ocupação é de 2,8 pessoas por residência.

### Censo 2010
Segundo o censo nacional de 2010, o condado possui uma população de 2 189 641 habitantes e uma densidade populacional de 117,3 hab/km².
Das 28 localidades incorporadas no condado, Riverside é a mais populosa, com 303 871 habitantes, o que representa 14% da população total, enquanto que Eastvale é a mais densamente povoada, com 1 816 hab/km². Indian Wells é a menos populosa, com 4 958 habitantes. De 2000 para 2010, a população de Beaumont cresceu 224% e a de Palm Springs cresceu 4%. Apenas 5 cidades possuem população superior a 100 mil habitantes.